# ساق عروس
ساق عروس یا مرغ‌وجوجه (Echeveria elegans) گونه‌های گیاهی در خانواده گل‌نازیان است.